# Vozrozhdenie Bank
Vozrozhdenie Bank (en ruso: Банк «Возрождение»; возрождение — renacimiento) es un banco ruso fundado en 1991 con sede en Moscú. El banco proporciona banca personal y servicios de negocios a clientes en Rusia a través de una red que incluye 161 sucursales y más de 780 cajeros automáticos (ATM).
El banco provee a 1.600.000 clientes con un amplio rango de servicios, desde cuentas de ahorro, el manejo y gestión de las nóminas de pago, a hipotecas, tarjetas de crédito y préstamos comerciales y al consumo.